# Кінґс-Пік (гора, Юта)
Кінґс-Пік (англ. Kings Peak) — гора в США. Найвища точка штату Юта. Висота гори 4123 метри над рівнем моря

## Розташування
Вона розташована на південь від центру хребта Юїнта, в «Національному лісі Ешлі» на північному сході штату Юта, в північно-центральній частині округу Дюшейн. Гора знаходиться в межах кордонів заповідника «Wilderness High Uintas», на відстані близько 127 км на схід від центру міста Солт-Лейк-Сіті, і в 45 милях (72 км) на північ від міста Дюшейн.

## Назва
Гора була названа по імені Кларенса Кінґа, місцевого геодезиста і першого директора Геологічної служби Сполучених Штатів.

## Туризм
Є три популярних маршрути до вершини: сходження по східному схилу, підняття по північному гребеню, і довгий, але відносно легкий, підйом по південному схилу. Як правило, найкращі умови для сходження на Кінґс-Пік з червня по вересень, в залежності від рівня снігу і погодних умов. Воду можна знайти в достатку в водоймах з усіх боків гори. Кінґс-Пік, зазвичай, розглядається як найважча для підйому точка штату, на яку може забратися людина без спеціальних навичок скелелазіння та/або без супроводу. Найпростіший маршрут буде довжиною близько 46,7 км туди і назад.